# Nome utente
Il nome utente (in inglese username o nickname o nick) in informatica definisce il nome con il quale l'utente viene riconosciuto da un computer, da un programma, da un server o da altri utenti in una determinata comunità virtuale. 
In altre parole, esso è un identificativo che, insieme alla password (anglicismo in luogo di parola d'ordine o, meglio, codice d'accesso), rappresenta le credenziali per poter accedere all'account cui esse sono correlate; quindi per l'utilizzo di svariati servizi fruibili su Internet.

## Funzione
L'uso di un nome utente permette spesso anche di mantenere l'anonimato non rivelando il proprio nome reale: il nome utente prende in questo caso la funzione di pseudonimo. In alcuni casi il sistema prevede due campi separati, uno per il nome utente e uno per lo pseudonimo, in modo da permettere di usare un nome breve per la procedura di autenticazione (login) e qualsiasi pseudonimo per il nickname, soprattutto quando questo deve rispettare un certo tema specifico. 
Alcuni contesti in cui il nome adottato da un utente viene comunemente chiamato nickname sono per esempio:
- sistemi di chat (per esempio IRC)
- sistemi di messaggistica istantanea come ICQ o Windows Live Messenger
- forum sul web
- newsgroup di Usenet
- videogiochi multiutente online
- siti che richiedono una registrazione in generale, spesso non richiedono il vero nome

## Limitazioni
Spesso esistono politiche riguardanti il formato e il contenuto del nome utente. Ad esempio, possono imporsi regole che specificano come il nome utente vada scelto in modo che si possa presumere non inneschi eventuali polemiche intorno al suo significato, evitando di scegliere un nome che possa offendere utenti di differenti culture, religioni o gruppi etnici.

## Sockpuppet
In una comunità internet, quale un gruppo di discussione, un forum web, un canale IRC o un wiki, il termine inglese sockpuppet indica la creazione di un nuovo nome utente da parte di un utente che già ne ha uno, allo scopo di rientrare sotto falsa identità.